# Stor-Tjärnen
Stor-Tjärnen är en sjö i Krokoms kommun i Jämtland och ingår i Indalsälvens huvudavrinningsområde. Sjön har en area på 0,332 kvadratkilometer och ligger 383,4 meter över havet.

## Delavrinningsområde
Stor-Tjärnen ingår i det delavrinningsområde (709673-143001) som SMHI kallar för Utloppet av Stor-Brinnsjön. Medelhöjden är 447 meter över havet och ytan är 25,64 kvadratkilometer. Räknas de 6 avrinningsområdena uppströms in blir den ackumulerade arean 41,41 kvadratkilometer. Brinnsjöån som avvattnar avrinningsområdet har biflödesordning 3, vilket innebär att vattnet flödar genom totalt 3 vattendrag innan det når havet efter 286 kilometer. Avrinningsområdet består mestadels av skog (75 procent). Avrinningsområdet har 4,79 kvadratkilometer vattenytor vilket ger det en sjöprocent på 18,7 procent.